# Tigraykriget

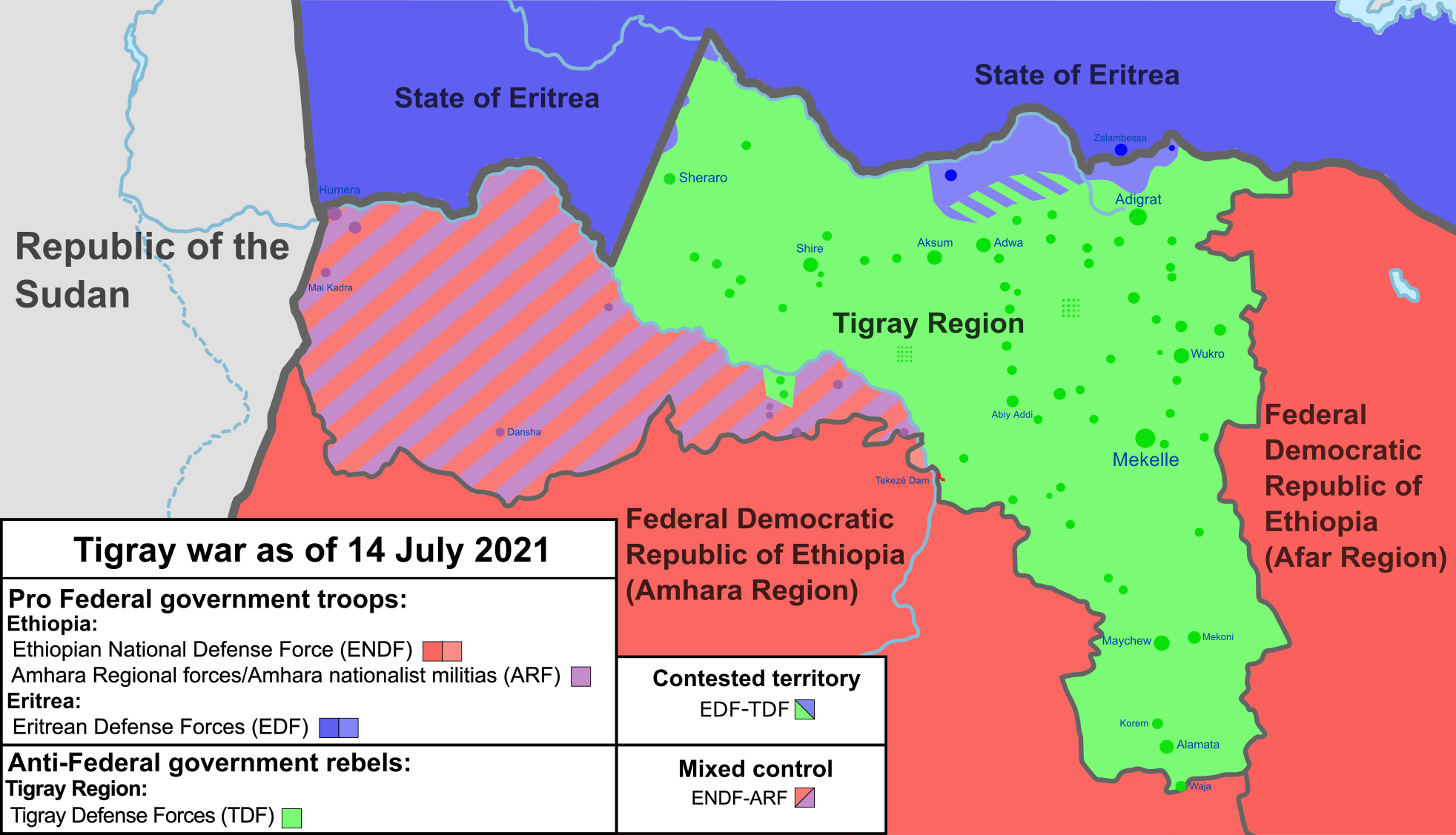
Karta över parternas territoriella kontroll i juli 2021.

Tigraykriget var ett större inbördeskrig som inleddes vid midnatt den 3–4 november 2020 i Tigrayregionen i Etiopien, och resulterade i en fredsuppgörelse den 2 november 2022 som trädde i kraft den 3 november.  Det utkämpades mellan Tigray Defense Forces (TDF) och Etiopiens nationella försvarsmakt (ENDF). De senare understöddes av den etiopiska federala polisen och regionala polis- och gendarmeristyrkor i de angränsande Amhara- och Afarregionerna. Bekräftat är också att den eritreanska försvarsmakten (EDF) har deltagit i hög grad.  Ytterligare stöd till den etiopiska militären har även tillhandahållits av Förenade Arabemiraten genom drönarattacker. Flertal krigsförbrytelser har ägt rum i samband med kriget. Trots att båda parter förnekat sin inblandning är det enbart den tigrianska ledningen som har efterfrågat oberoende utredning. Flera försök till oberoende utredning från omvärlden har nekats av den etiopiska regeringen. Massakrer på civila ägde rum under november och december 2020 och konflikten har utvecklats till en begynnande humanitär katastrof.
Väpnade konflikter har även fått viss spridning in i främst Sudan men även Somalia. Ett stort antal etiopiska flyktingar har passerat gränsen mellan Etiopien och Sudan. Det har förekommit gränskonflikter sedan 15 december 2020 mellan sudanesiska väpnade styrkor och etiopiska miliser i Abu Tyour-området. 

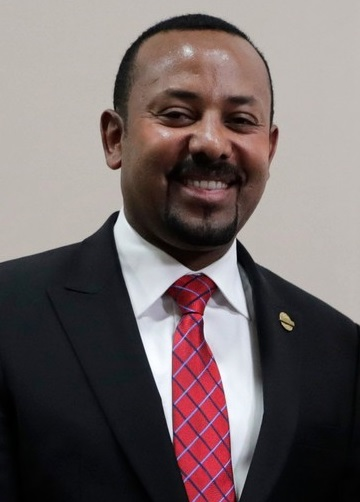
Etiopiens premiärminister Abiy Ahmed år 2021.

För att distansera Etiopiens politik från etnisk federalism och etnisk nationalistisk politik slog Etiopiens premiärminister Abiy Ahmed år 2019 samman de etniska och regionbaserade konstituerande partierna i koalitionen Etiopiens folkrevolutionära demokratiska front (EPRDF) och flera oppositionspartier till hans nya Välståndspartiet. Folkets befrielsefront i Tigray (TPLF), en politiskt inflytelserik kraft som i 27 år hade dominerat etiopisk politik som ett statsbärande parti, ville inte gå med i det nya partiet. TPLF hävdade sedan att Abiy Ahmed suttit kvar utan lagligt stöd eftersom det allmänna val som planerades den 29 augusti 2020 (som Folkets representanthus redan hade skjutit upp två gånger före COVID-19-pandemin från dess ordinarie valdatum i maj 2020) ändrades ännu en gång av honom till 2021. TPLF, ledd av dess ordförande Debretsion Gebremichael, gick vidare med regionval i Tigray i september 2020 i strid mot den federala regeringen, vilken sedan förklarade Tigrayvalet olagligt.
Striderna mellan TPLF och den federala regeringen inleddes med attackerna den 4 november 2020 mot norra kommandots baser och ENDF:s högkvarter i Tigrayregionen av TPLF-lojala säkerhetsstyrkor och med motattacker av ENDF i Tigrayregionen samma dag, vilket federala myndigheter beskrev som en polisåtgärd. De federala styrkorna erövrade huvudstaden Mekele i Tigrayregionen den 28 november, varefter premiärminister Abiy förklarade Tigrayoperationen "över".  TPLF uppgav i slutet av november att man skulle fortsätta slåss tills "inkräktarna" var ute. TPLF hade tidigare uttalat att man inte längre erkände den etiopiska centralregeringens legitimitet. 
Under sommaren 2021 återtog TPLF merparten av Tigray, däribland Mekele. I oktober trappades stridigheterna upp igen. Regeringsstyrkor inledde en flygoffensiv över Tigray. TPLF rörde sig söderut och uppgavs ha tagit kontroll över två strategiska städer i Amhararegionen. I början av november hade TPLF intagit två strategiskt viktiga städer cirka 40 mil från Addis Abeba. Centralregeringen i huvudstaden utlyste undantagstillstånd.

## Bakgrund

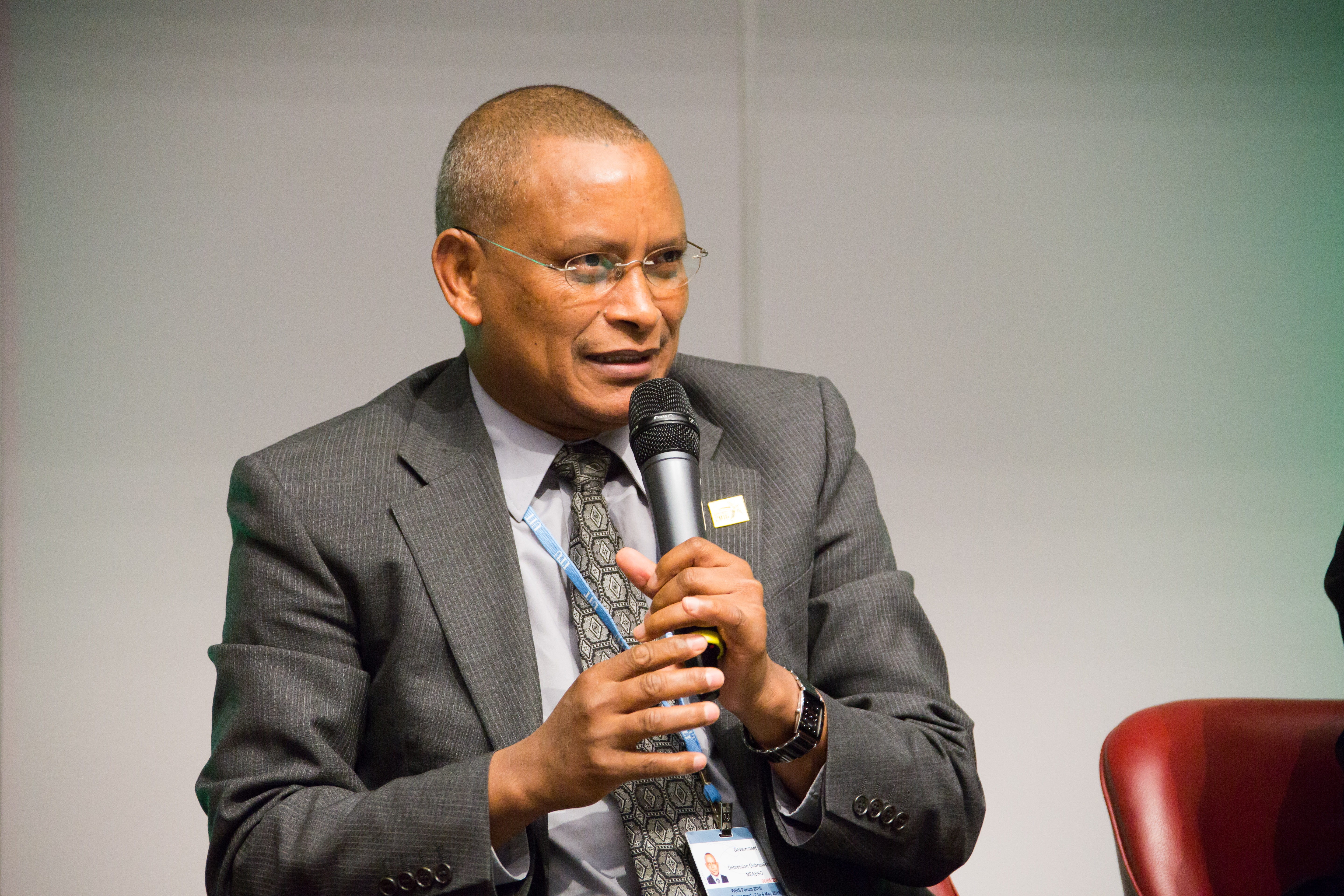
Debretsion Gebremichael valdes till president för Tigrayregionen 2020 men valet har inte erkänts av Etiopiens federala regering.

Efter slutet av det etiopiska inbördeskriget 1991 blev Etiopien ett land lett av ett dominerande parti,  Etiopiska folkets revolutionära demokratiska front (EPRDF), en koalition av etniskt baserade partier som hade grundats av och dominerades av Tigray People's Liberation Front (TPLF). Ordförande för TPLF var Meles Zenawi, som var Etiopiens premiärminister fram till sin död 2012.
Den 2 april 2018 förlorade det en gång så mäktiga TPLF makten i den federala regeringen på grund av ett växande missnöje hos allmänheten, efter 27 års förtryck. I ett slutet val till ordförande för EPRDF röstade medlemmar i verkställande kommittén från regionerna Amhara, Oromo och Southern Nations Nationalities Peoples för Abiy Ahmed mot TPLF:s vilja, eftersom de hoppades få Shiferaw Shigute vald till ordförande. Efter att ha förlorat valet och uteslutits från den federala regeringen flyttade TPLF-tjänstemän till Tigray och fortsatte att administrera regionen i tre år och  ofta i konflikt med den federala regeringen. I ett fall rapporteras Tigrays regionala administration ha trotsat den federala regeringen och vägrat att tillåta etiopisk federal polis att gripa Getachew Assefa, den tidigare chefen för National Intelligence and Security Services (NISS) i Etiopien och verkställande medlem av TPLF. 